# Jorge Pedro Jepsen
George Peter Jepsen (Alameda (baía de San Francisco, Califórnia), 18 de maio de 1933 - Aguaí - SP, 13 de novembro de 2020) foi um padre estadunidense.
Foi convocado e serviu na Guerra da Coreia. Graduado em Psicologia Social pela Universidade São Francisco de San Francisco, Califórnia,  e em Filosofia pela Universidade de Belmont e Teologia pela Universidade Católica de Washington. Foi ordenado sacerdote da Igreja Católica em 31 de Julho de 1965 em Washington, D.C.
Foi padre ligado à Sociedade dos Missionários dos Santos Apóstolos. Veio para o Brasil pouco tempo depois de sua ordenação, em 1965, com a missão de abrir uma casa dos Missionários dos Santos Apóstolos na cidade de Campinas – SP, foi o pioneiro de sua Comunidade Religiosa no Brasil.
Foi pároco da Paróquia Nossa Senhora Aparecidinha, em Campinas, de 1965 a 1973; da Paróquia São Judas Tadeu, em Itapira, de 1973 a 1980; Foi membro do Conselho Geral dos Missionários dos Santos Apóstolos nos Estados Unidos. Voltando ao Brasil assumiu a Paróquia Nossa Senhora das Brotas, em Lindóia, de 1981 a 1983; todas essas paróquias, na época, pertencentes à Arquidiocese de Campinas.
Em 1983 foi para a Diocese de São João da Boa Vista. Trabalhou, em 1983 e 1984, como Vigário Paroquial da Paróquia Nossa Senhora do Rosário, em Mogi Guaçu. Em 8 de Outubro de 1984 tomou posse como 23° pároco da Paróquia Senhor Bom Jesus, em Aguaí- SP.
Durante 6 anos (1995 a 2000) foi o Responsável Nacional dos Missionários dos Santos Apóstolos.
Na Diocese de São João da Boa Vista foi coordenador diocesano da Pastoral do Mundo do Trabalho e foi professor, de 1992 a 2010, na Faculdade Coração de Maria, ligada ao Seminário Diocesano, em São João da Boa Vista, tendo lecionado Espiritualidade, História da Igreja, História das Religiões, Antropologia Cultural e Estética.
Como pároco da Paróquia do Senhor Bom Jesus de Aguaí, Pe. Jorge foi o grande incentivador das comunidades eclesiais, hoje presentes em todos os bairros da cidade, promovendo a vida de fé e contribuindo na promoção social dos que habitam os bairros. Durante seu pastoreio foram iniciadas as comunidades: São Pedro (Jardim Primavera), Santa Cruz (Teotônio Vilela, Siriri), São Sebastião da Colina (Vista da Colina), São José (Vila São José, Vila Paraíso, Center City), Santa Rita (Vila Bom Gosto, Santa Úrsula), São Sebastião (Dosanjos), São Judas Tadeu (Vila Braga), Santa Luzia (Vila Regina, Montevidéu), São Francisco (Vila Rehder), Imaculada Conceição (Jardim Aeroporto), São Francisco (Taquarantã) e Santo Expedito (Sete Cabeças). E as comunidades que já existiam foram reanimadas e incentivadas. Também acolheu e incentivou os diversos movimentos na Paróquia, como a Renovação Carismática Católica, o Apostolado da Oração, o Movimento da Mãe e Rainha, o Amor Exigente, o Alcoólicos Anônimos, o Encontro de Casais com Cristo e as diversas pastorais. É marcante em seu ministério o zelo  pastoral e o espaço que dá à participação dos leigos e leigas, adultos e jovens, no trabalho pastoral da Igreja.
Em dezembro de 2011, tornou-se Vigário Paroquial da Paróquia Senhor Bom Jesus de Aguaí, pelo motivo de estar com a idade avançada e com a saúde se debilitando gradativamente.
No dia 31 de julho de 2015, celebrou seus 50 anos de Ordenação Presbiteral numa Solene Eucaristia, presidida pelo bispo diocesano, Dom David Dias Pimentel, que reuniu toda a Diocese de São João da Boa Vista no Clube de Campo de Aguaí, na ocasião, Pe. George já estava se locomovendo com cadeira de rodas e sofrendo do mal de Alzheimer.
Foi membro do Conselho Municipal de Entorpecentes.
Faleceu por volta das 17:00 h, na sexta-feira, dia 13 de novembro de 2020, em seu quarto, na Casa Paroquial da Paróquia do Senhor Bom Jesus, em Aguaí - SP, depois de longa enfermidade. Foi sepultado no Cemitério da Saudade, em Aguaí.